# Michael Millner
Michael Millner (* 1948 in Heiligenkreuz am Waasen; † 8. November 2002 in Graz, Steiermark) war ein österreichischer Neuropädiater, Kinder- und Jugendpsychiater sowie Pianist.

## Frühe Jahre
Millner studierte nach seinem Schulabschluss Musik und Kompositionslehre. Er komponierte und arrangierte Stücke und trat in mehreren bekannten Bands als Pianist auf, wie um 1970 bei Music Machine gemeinsam mit Schiffkowitz, um 1974 bei Turning Point und als Gastspieler bei S.T.S. 1975 nahm er unter Peter Müller seine einzige Solo-Single auf. Danach wechselte er seine Karriere und studierte Medizin, während Musik eine Nebenbeschäftigung blieb.

## Pädiatrie
Nach einer pädiatrisch-neuroorthopädischen Ausbildung im LKH Stolzalpe wurde Millner Kinderarzt und baute in der Kinderabteilung im LKH Leoben eine neuropädiatrische Ambulanz auf. 1986 wurde er Oberarzt in der Kinderklinik des LKH-Universitätsklinikum Graz. In den folgenden Jahren forschte Millner, er publizierte unter anderem Artikel im The Lancet und schrieb die Bücher Neuropädiatrie. Ursachen und Formen der Behinderung und Das Beta-Kind. Der Mißbrauch des Fernsehens und die kindliche Entwicklung. Millner wurde Leiter der österreichischen Arbeitsgruppe Neuropädiatrie und später Präsident der deutsch-österreichischen Gesellschaft für Neuropädiatrie.
Neben der Neuropädiatrie wurde Millner 1981 auch Facharzt der Kinder- und Jugendpsychiatrie. 1993 wurde er Universitätsdozent, 1995 beendete er eine Ausbildung in der systemischen Familientherapie, 1996 erwarb er das Diplom für psychotherapeutische Medizin der Österreichischen Ärztekammer, 1997 wurde er außerordentlicher Universitätsprofessor. Ab 2000 war Millner Leiter der von ihm mitbegründeten gemeinsamen Einrichtung für Neuropsychiatrie des Kindes- und Jugendalters zwischen den Universitätskliniken für Neurologie, Psychiatrie und Kinder- und Jugendheilkunde in Graz.